# Joséphin Peladan
Pour les articles homonymes, voir Péladan.
Joseph-Aimé Péladan, dit le Sar Mérodack Joséphin Peladan, né à Lyon le 28 mars 1858, et mort à Neuilly-sur-Seine le 27 juin 1918, est un écrivain, critique d'art et occultiste français.

## Biographie

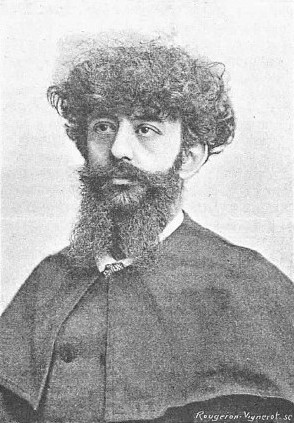
Benque et Cie, Joséphin Péladan.

### Famille
Issu d'une famille de cultivateurs et de commerçants, Joseph-Aimé Péladan, qui se donnera plus tard le prénom de Joséphin, est le fils de Louis-Adrien Péladan, journaliste à La France littéraire, fondateur de La Semaine religieuse et de Joséphine Vaquier. Son frère aîné, Adrien, né en 1844, futur médecin et érudit, l'instruit très tôt de toutes sortes de connaissances et, dès l'enfance, il voyage, à Avignon ou à Nîmes. Il manifeste un esprit indépendant qui lui vaut d'être renvoyé du lycée pour avoir traité un professeur d'athée, puis du petit séminaire de Nîmes.

### Jeunesse, premiers romans

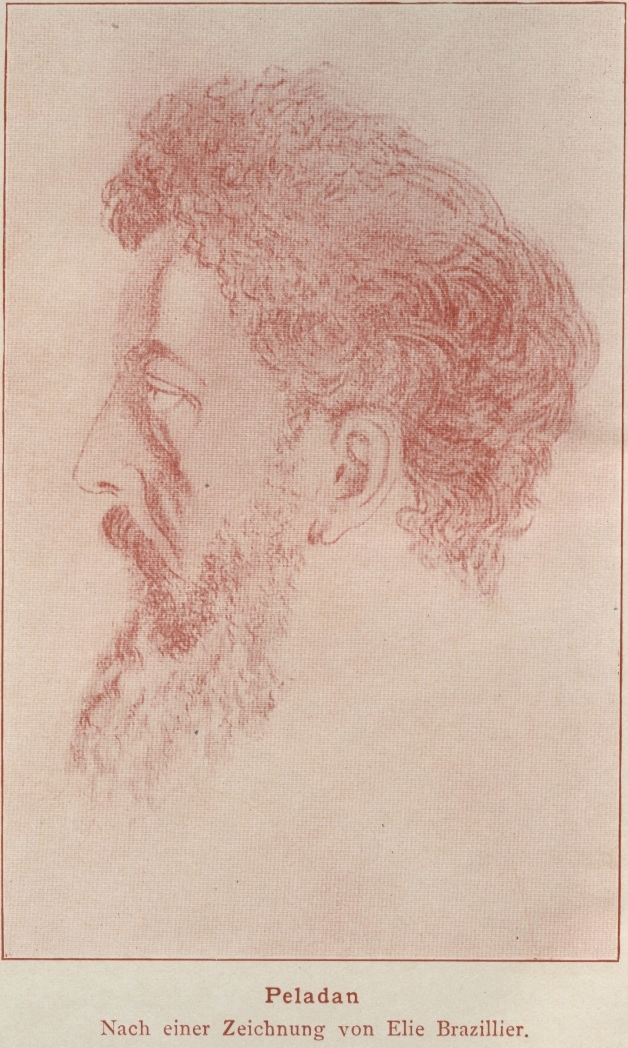
Portrait de Péladan par Élie Brazillier.

Il entre comme employé au crédit Faillelle à Paris. Il voyage à Rome et à Florence où il se prend de passion pour le Quattrocento et pour Léonard de Vinci. De retour à Paris, il publie une nouvelle, Le Chemin de Damas, et entre à L’Artiste d'Arsène Houssaye, où il rédige des critiques d'art.
En 1884, il rencontre Léon Bloy et Paul Bourget, et enthousiasme Jules Barbey d'Aurevilly qui préface son roman, Le Vice suprême en 1884. Ce livre, premier volume du cycle romanesque l'Éthopée de la décadence latine  qui en comptera 21, empreint de romantisme et d'occultisme, met en scène la lutte de forces secrètes acharnées à détruire l'humanité, en prenant résolument le contre-pied du naturalisme de Zola, dont il dit : « ce pourceau qui est en même temps un âne ».
Ce manifeste lui apporte une célébrité immédiate à 26 ans. Jean Lorrain le surnomme « le pélican blanc ».
Il se fâche avec Léon Bloy, passe deux jours en prison pour avoir négligé de régulariser sa situation militaire et publie un très grand nombre de textes dont, en 1888, son livre le plus connu, Istar. Il se pare du titre de « Sar » et du prénom babylonien « Mérodack ».
Péladan, dont le savoir était plus brillant que solide, ne tarda pas à se dérober aux discussions qui le mettaient sur la sellette. (…) Il était alors grisé par le succès de son Vice Suprême et par la curiosité qu'il éveillait dans les salons, où il s'attachait à faire sensation. Le titre de Mage ne lui suffisant plus, il se promut Sar, ce qui signifie Roi en assyrien.

### L'affaire du testament de Barbey d'Aurevilly
Les circonstances de la mort de Jules Barbey d'Aurevilly vaudront de violentes attaques autour de son testament du journal La France sous la plume de Joséphin Péladan. Pour ce dernier, Léon Bloy et Louise Read auraient laissé mourir Barbey d'Aurevilly sans l'assistance d'un prêtre. Un procès retentissant fut intenté par Péladan à l’encontre de Léon Bloy et de Léon Deschamps, rédacteur en chef de la revue La Plume.  Louise Read est instituée légataire universelle dès avril 1891. La quasi-totalité de la presse d’alors salue la condamnation du « Sâr », en octobre 1891.

### L'Ordre et les Salons de la Rose-Croix
En 1888, initié par Papus et Stanislas de Guaita, il entre dans la première loge martiniste à Paris, rue Pigalle, mais n'y reste pas longtemps.

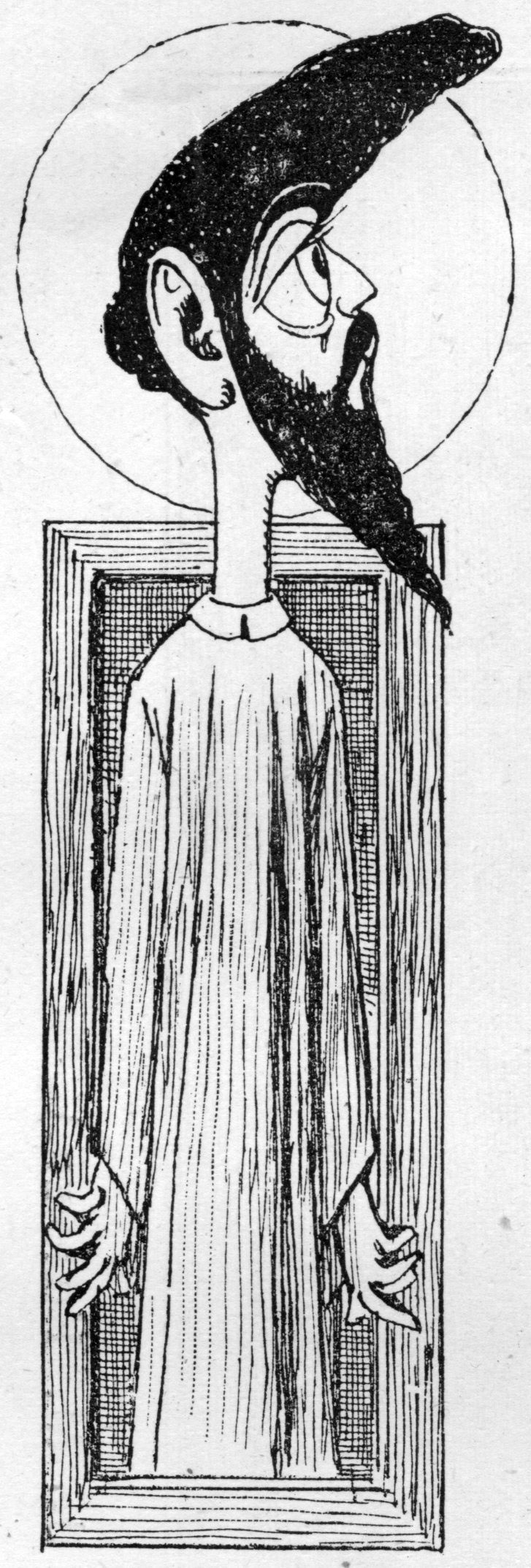
Le Portrait de Joséphin Péladan par Alexandre Séon au Salon des Rose-Croix de 1892. Charge anonyme.

C'est à son frère Adrien (1844-1885), l'un des premiers homéopathes français, que Joséphin Péladan devrait son entrée dans une branche toulousaine de la Rose-Croix.
En 1888, Péladan fonde avec Stanislas de Guaita l'Ordre de la Rose-Croix kabbalistique qui accueille aussi Papus et Charles Barlet.
Dans les approches ésotériques de cette époque, l'artiste devient le mage et l'intercesseur qui permet au commun des mortels d'effleurer la réalité supérieure. Prétextant un refus de la magie opérative, il s'empare de cette vision aristocratique et se sépare du groupe en 1891 pour fonder l'Ordre de la Rose-Croix catholique et esthétique du Temple et du Graal. Il compose la formule « Ad Rosam per Crucem ad Crucem per Rosam, in ea in eis gemmatus resurgam - Non nobis non nobis Domine, sed nominis tui gloria soli, Amen », qui reprend une devise templière en lui ajoutant une note rosicrucienne (Comment on devient mage, 1892). Cette formule sera reprise plus tard par d'autres mouvements rosicruciens.
Fier de ses origines soi-disant caldéennes, qui le rendaient descendant des prophètes, il rassemble un groupe d'artistes français et belges et l'année suivante, organise le premier des Salons de la Rose-Croix, du 10 mars au 10 avril, à la galerie Durand-Ruel : « Ce jour, l'Idéal eut son temple et ses chevaliers, et nous, Macchabées du Beau, nous allâmes apporter à Notre-Dame, aux pieds de notre Suzerain Jésus, l'hommage du temple et l'agenouillement des Rose-Croix. »[réf. nécessaire] C'est un très grand succès. Soixante artistes français et étrangers y exposent leurs œuvres, dont nombre de peintres et sculpteurs de talent (Ferdinand Hodler, Fernand Khnopff, Jean Delville, Carlos Schwabe, Antoine Bourdelle). Vingt mille Parisiens et le Tout-Paris mondain et artistique, Stéphane Mallarmé, Émile Zola, Paul Verlaine, Gustave Moreau, viennent le visiter, au son du prélude de Parsifal et des Sonneries de trompette composées par Erik Satie. Plusieurs Salons de la Rose-Croix vont suivre de 1892 à 1897. Si plusieurs élèves de Gustave Moreau participent, tels Georges Rouault et certains de ceux qui deviendront bientôt les Nabis comme Félix Vallotton ou Émile Bernard, d'autres artistes comme Edward Burne-Jones, Pierre Puvis de Chavannes ou Gustave Moreau déclinent l'invitation.
Ces Salons restent parmi les événements majeurs de la dernière décennie du XIXe siècle, ils font figure pour le renouveau de l'idéalisme et témoignent d'une tendance vers le spirituel qui anime les grands mouvements de l'art du début du XXe siècle. Ce groupement d'artistes sera pourtant éphémère, en raison de divergences idéologiques et surtout du catholicisme trop rigoriste de Péladan.

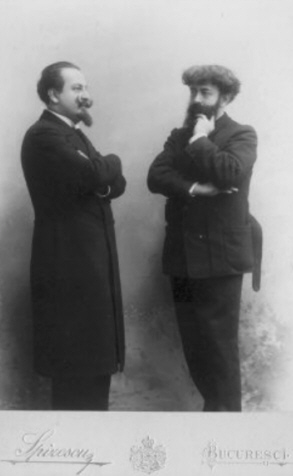
Péladan (à droite) et Alexandru Bogdan-Piteşti à Bucarest en 1898, photographie de Ioan Spirescu, bibliothèque de La Chaux-de-Fonds.

Péladan ambitionne d'extirper la laideur du monde moderne, en s'opposant ainsi au matérialisme ambiant ; à ce titre, il est un porte-parole du mouvement symboliste. Il rédige plusieurs manifestes qui témoignent d'une grande culture artistique et une saisissante Réfutation esthétique de Taine qui accompagne son ouvrage majeur, L'Art idéaliste et mystique (Paris, 1894). Prônant une re-sacralisation de l'art et de la vie, Péladan opte délibérément pour un transfert du religieux vers l'art, dans la plus pure tradition baudelairienne. Son ton, les symboles choisis pour la Rose-Croix, ne relèvent plus vraiment d'un ésotérisme qu'on a souvent caricaturé, mais témoignent d'une volonté de s'opposer au trivial et inaugurent une pratique « publicitaire » que les avant-gardes exploiteront abondamment par la suite. Si Péladan utilise un ton souvent polémique ou lyrique, révélateur de son caractère passionné, c'est au service de convictions sincères et d'une défense de la grandeur de l'art qu'il estime prostitué sous une Troisième République souvent mercantile.

### Excentricités
Il était parfumé des sept parfums correspondant aux sept planètes, mais où dominait impérieusement l'eucalyptus. Un large col de dentelles sans cravate entourait son cou, mais s'échancrait assez pour recevoir un gros bouquet de violettes; ses gants de peau grise avaient des baguettes mauves à rehauts d'or.
Ces surnoms et ces préférences vestimentaires - « drapé d'un burnous noir en poil de chameau filamenté de fils d'or, en velours vieux bleu, botté de daim, et, comme Absalon, chevelu […] la barbe ointe d'huile de cèdre » -, font de lui la cible des caricaturistes et des humoristes : il est surnommé « le Mage d'Épinal », le « Sar dîne à l'huile », « Platon du Terrail », « le faux mage de Hollande » (Willy), ou encore « le Sar pédalant ». Rodolphe Salis ose le cruel « Artaxerfesse », qui lui vaut des poursuites de l'intéressé.
Quand il se prend de passion pour Wagner, il vient à Bayreuth vêtu d'un habit blanc, d'une tunique bleu ciel, d'un jabot de dentelle et de bottes de daim, avec un parapluie retenu au côté par un baudrier.
Si la veuve de Wagner refuse de le recevoir en cet équipage, cela ne l'empêche pas de publier les opéras de Wagner en français avec ses annotations « en matière de thérapeutique pour désintoxiquer la France de son matérialisme ».
Sans fausse modestie, il affirme : « J'ai conquis, à force de talents, peut-être de génie, le droit de ma pensée pleine, entière, et devant tous. J'ai six mille nuits durant valeureusement aimé la langue française ; je puis tout dire en français. J'y suis burgrave sans vasselage. »
Le Sar Peladan se marie le 10 janvier 1896 à Paris (7e) avec la comtesse Leroy de Barde, née en 1863, veuve de Henri, Gaston, Raoul Leroy, comte de Barde, née Joséphine de Malet-Roquefort, fille du vicomte et de la vicomtesse de Malet-Roquefort, petite-fille du comte et de la comtesse de Larmandie. Ils divorcent le 31 mai 1900.

### Dramaturge et critique d'art
Il se lance dans la carrière théâtrale avec Le Fils des Étoiles (1895) et Babylone (1895) dont le peintre belge Jean Delville brosse les décors, puis il reconstitue la trilogie d'Eschyle La Prométhéide. Ces tragédies mêlant peinture, musique, Babylone et Jésus-Christ dans une ambition de théâtre total avant la lettre, remportent du succès et impressionnent d'autres auteurs comme le suédois August Strindberg qu'il rencontre en 1897, inaugurant une amitié et une admiration réciproque durable, et partageant une évolution parallèle vers le christianisme.
D'autres pièces constituent un événement marquant comme la représentation de Sémiramis à l'Amphithéâtre antique de Nîmes en 1904. Il produit d'innombrables plaquettes de critique d'art, contribuant à faire connaître en France l'œuvre de Léonard de Vinci, publiant un opuscule très fin intitulé De l'androgyne. Ses textes critiques, éloquents autant que richement documentés, tout comme ses romans, tels que le cycle de La Décadence latine, mêlent propos parfois décevants et vraies fulgurances. La métaphysique et le débat esthétique y sont le ressort principal, dans une langue riche et éloquente. Il participe aussi en 1909 à l'éphémère première revue homosexuelle parue en France, Akademos.
En définitive, le contexte de la fin de siècle s'éloignant, Joséphin Péladan renonce à ses outrances vestimentaires et vit dans la vénération de sa seconde femme, Christiane Taylor, une ancienne admiratrice, vivant péniblement de critiques d'art « que l'ancienne ironie des badauds empêchait de remarquer » (d’après Henry Bordeaux).
En 1909, il reçoit le prix Charles Blanc de l'Académie française pour Textes choisis de Léonard de Vinci et, en 1914, le prix de Joest de la même Académie pour Nos églises artistiques et historiques.
Mort en 1918, alors presque oublié, il est inhumé à Paris au cimetière des Batignolles (6e division).

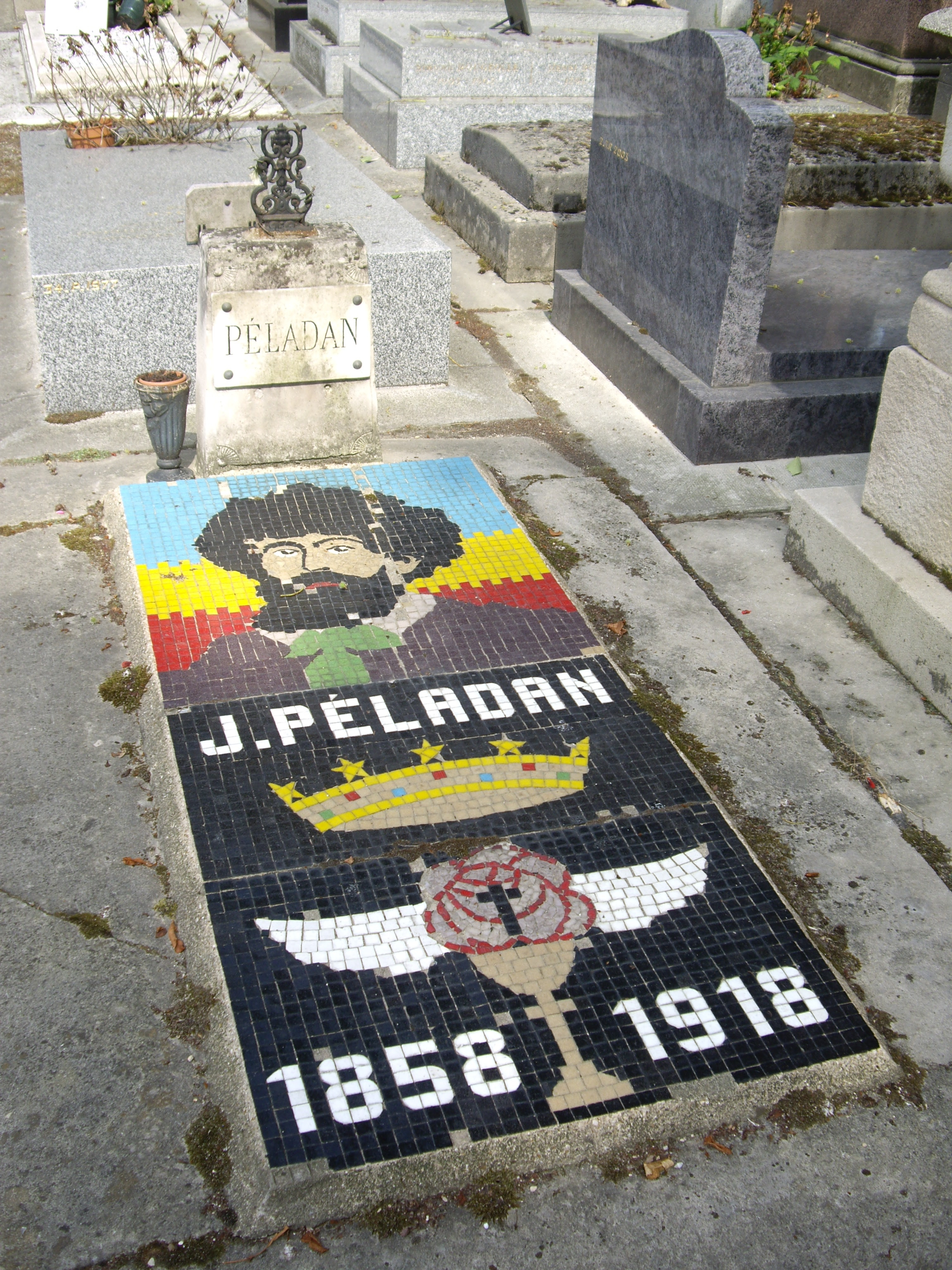
Sépulture de Peladan au cimetière des Batignolles à Paris.

## Œuvres de Joséphin Péladan
- La Décadence esthétique (Hiérophanie) (1882-1898)
  - I : L'Art ochlocratique. Salons de 1882 et de 1883, avec une lettre de Jules Barbey d'Aurevilly, Camille Dalou, 1888, 216 p.[14].
  - Le Salon de Joséphin Péladan (cinquième année), Camille Dalou, 1888.
  - XIX : Le Salon de Joséphin Peladan (neuvième année), suivi de trois mandements de la Rose-Croix Catholique à l'artiste, E. Dentu, 1890, 79 p. Rééd. Kessinger reprints, 2010, 72 p.[15]
  - XX : Le Salon de Joséphin Péladan (10e année). Avec l'instauration de la Rose-Croix esthétique, E. Dentu, 1891
  - Réponse à Tolstoï, Chamuel, 1898
- Salons de la Rose-Croix (1892-1897 : 6 saisons)
  - Salon de la Rose-Croix (1), mars 1892 : Ordre de la Rose-Croix du Temple. Geste esthétique de 1892, Galerie Durand-Ruel, 1892 ** Geste esthétique. Catalogue du Salon de la Rose-Croix,10 mars 1892-10 avril 1892, A. Warmont, 1892[16]
  - Salon de la Rose-Croix (2), mars 1893 : Catalogue officiel illustré de 160 dessins du second Salon de la Rose-Croix, avec la Règle esthétique et les constitutions de l'Ordre, 28 mars au 30 avril 1893, Palais du Champ-de-Mars, Nilsson, 1893. 
  - Salon de la Rose-Croix (3), avril 1894 : Ordre de la Rose-Croix. IIIe Geste esthétique. Troisième Salon. Catalogue, Paul Dupont, 1894.
  - Salon de la Rose-Croix (5), mars 1896 : Salon de la Rose-Croix, Galerie des Arts réunis... du 20 mars au 20 avril 1896, Léopold Verger, 1896.
  - Salon de la Rose-Croix (6), mars 1897 : Ordre de la Rose-Croix du Temple et du Graal. VIe Geste esthétique. Sixième Salon..., 31 mars 1897, Georges Petit, 1897.
- Autour du péché, 1885[17]
- Femmes honnêtes (signé marquis de Valognes ; Éd. Monnier, 1885, 108 p.  Deuxième série, Camille Dalou, 1888. Rééd. Elibron Classics, 2001, 137 p. [17]
- La Décadence latine (Éthopée), 1884-1925, 21 vol. (romans). Rééd. Genève, Slatkine, 1979.
  - I : Le Vice suprême, Chamuel, 1884, 335 p., préface Jules Barbey d'Aurevilly, frontispice de Félicien Rops. 8e éd. Les éditions du monde moderne, 1926[18]
  - II : Curieuse !, A. Laurent, 1886,
  - III : L'Initiation sentimentale, A. Laurent, 1887, 343 p[19]
  - IV : À cœur perdu, Edinger, 1888, 433 p. Rééd. Dentu 1892[20]
  - V : Istar, Edinger, 1888, 490 p.[21] Rééd. préfacée et annotée par Samuel Kunkel, Éditions Du Lérot, 2024, 452 p.
  - VI : La Victoire du mari, Dantu, 1889
  - VII : Cœur en peine. Commémoration du chevalier Adrien Péladan, Dentu, 1890[22]
  - VIII : L'Androgyne, Dentu, 1891, 303 p.
  - IX : La Gynandre, Dentu, 1891, 355 p. Drame wagnérien en 5 actes.
  - X : Le Panthée, Dentu, 1892
  - XI : Typhonia. Avec la règle esthétique du Second Salon de la Rose-Croix, Dentu, 1892, 249 p.[23]
  - XII : Le Dernier Bourbon, Chamuel, 1895, 251 p.[24]
  - XIII : Finis Latinorum, Flammarion, 1899
  - XIV : La Vertu suprême, Flammarion, 1900, 404 p.
  - XV : Pereat !, Flammarion, 1902, 466 p.[25]
  - XVI : Modestie et Vanité, roman, Mercure de France, 1902. Éditions du Monde Moderne, 1926, 360 p.[26]
  - XVII : Pérégrine et Pérégrin, 3e éd. Mercure de France, 1904, 335 p.
  - XVIII : La Licorne, Mercure de France, 1905, 284 p.
  - XIX : Le Nimbe noir[27]
  - XX : Pomone, Sansot, 1913, 228 p.
  - XXI : La Torche renversée, Éditions du monde moderne, 1925, 321 p.
- Le Prochain Conclave. Instructions aux cardinaux, 1890
- La Queste du Graal : proses lyriques de l'éthopée, la décadence latine, Chamuel, 1892, 229 p.[28]
- Amphithéâtre des sciences mortes, Sar Mérodack J. Peladan, 1892-1911.
  - I : Comment on devient mage. Éthique, Chamuel, 1892, 303 p. Chacornac 1902. Rééd. Elibron Classics, 2003, 303 p.[29]
  - II : Comment on devient fée. Érotique, Chamuel, 1893, 393 p. Rééd. Éditions d'aujourd'hui, 1981, 393 p.[30]
  - III : Comment on devient artiste. Esthétique, Chamuel, 1894, 381 p.[31]
  - IV : Le Livre du sceptre. Politique, Chamuel, 1895, 361 p.[32]
  - V : L'Occulte catholique. Mystique, Chamuel, 1898[33]
  - VI : Traité des antinomies. Métaphysique, Chacornac, 1901, 267 p.[34]
  - VII : La Science de l'amour, Messein, 1911[35].
- Constitution de la Rose-Croix : le Temple et le Graal, 1893[36]
- Le Théâtre complet de Wagner. Les XI opéras scène par scène avec notes biographiques et critiques, Chamuel, 1894, XL-218 p.[37]
- L'Art idéaliste et mystique. Doctrine de l'Ordre et du Salon annuel des Rose-Croix, Chamuel, 2e éd. 1894, 280 p. Rééd. Sansot 1911, 338 p.[38]
- Mélusine, 1895
- La Science, la Religion et la Conscience : réponse à MM. Berthelot, Brunetière, Poincaré, Perrier, Brisson, de Rosny et de Sarrachaga, 1895[39]
- Théâtre complet, édition critique de Laure Darcq, Paris, Classiques Garnier, 2021, tome I.
- Théâtre de la Rose-Croix (1895-1897)
  - I : Babylone, tragédie en 4 actes, Chamuel, 1895, II-124 p.
  - II : Le Fils des étoiles : wagnérie kaldéenne en trois actes, Beauvois, 1895, 50 p.[40]
  - III : La Prométhéide, trilogie d'Eschyle en 4 tableaux, Chamuel, 1895, XVI-167 p.[41] Première tragédie : "Prométhée porteur du feu" ; deuxième : "Prométhée enchaîné" ; troisième : "Prométhée délivré".
  - IV : Le Prince de Byzance, drame romanesque en 5 actes, Chamuel, 1896, 137 p.[42]
  - V : Sémiramis, tragédie en 4 actes, Beauvais, Imprimerie professionnelle, 1897, 72 p. Rééd. Mercure de France 1904. "Sémiramis, cinquième tragédie du théâtre de la Rose-Croix, a été écrite pour Mme Sarah Bernhardt par le sar Peladan"
  - VI : Œdipe et le Sphinx, tragédie selon Sophocle, en prose, Beauvais, Imprimerie professionnelle, 1897, 74 p.[43]
- L'Art de choisir sa femme d'après la physionomie, Nilsson, 1902
- Le Secret des corporations. La Clé de Rabelais, E. Sansot, 1905, 124 p.[44]
- Le Secret des troubadours. De Parsifal à Don Quichotte, essais, E. Sansot, 1906[45]. Rééd. : De Parsifal à Don Quichotte. Le secret des troubadours. - La clé de Rabelais. Le secret des corporations, avec une introduction par Emmanuel Dufour-Kowalski, L'Âge d'homme, Lausanne, 2011, 143 p.  (ISBN 978-2-9700698-9-8).
- Réfutation esthétique de Taine, 1906[46]
- Les Idées et les Formes
  - La Terre du sphinx (Égypte), Flammarion, 1899, 344 p.
  - La Terre du Christ'(Palestine), Flammarion, 1901, 465 p.
  - De la subtilité comme idéal. Léonard de Vinci, Sansot, 1904. Rééd. Rumeur des âges, 2007
  - Introduction à l'esthétique, E. Sansot, 1907, 102 p.[47]
  - De la sensation d'art, Sansot, 1907, 84 p.
  - Antiquité orientale. Égypte, Kaldée, Assyrie, Chine, Phénicie, Judée, Arabie, Inde, Perse, Aryas d'Asie Mineure, Mercure de France, 1908, 357 p.
  - La Doctrine de Dante, Sansot, 1908, 110 p.[48]
  - Rapport au public sur les beaux arts, Sansot, 1908, 67 p.
  - Le Secret de la Renaissance, de l'humanisme, Sansot, 1909, 100 p.
  - La Dernière Leçon de Léonard de Vinci à son Académie de Milan 1499, essai, Sansot, 1909, 99 p.[49] Nouvelle édition préfacée par Michel Mourlet : France Univers, 2006.
  - Introduction aux sciences occultes, Paris, Sansot, 1911, 102 p.Rééd.de L'Introduction aux Sciences Occultes, suivie des Onze Chapitres Mystérieux du Sépher Bereschit, avec une présentation et une préface d'Emmanuel Dufour-Kowalski, L'Âge d'Homme, collection Delphica, Paris, 2011, 158 p.  (ISBN 978-2-9700698-6-7)
  - De l'androgyne. Théorie plastique, Sansot, 1910, 96 p. Rééd. Savoir pour être, 1994, 71 p. Rééd. Allia, 2010, 96 p.
- La Chaîne des traditions (1905-1914 ?)
  - Le Vœu de la Renaissance. Pic de la Mirandole et la Kabbale, Machiavel et la politique positive, Les premiers rationalistes Pomponace et Valla, L'idéal du tyran, Paris, Sansot, vers 1905, 79 p. Rééd. 1920, 96 p.
  - Le Secret de Jeanne d'Arc, Paris, Sansot, 1913, 111 p.
  - L'Athlétie et la statuaire antique, Paris, Sansot, vers 1914, 93 p.
- La Philosophie de Léonard de Vinci d'après ses manuscrits, essai, Alcan, 1910, 189 p. (rééd. Stalker, 2007)
- Les Drames de la conscience (1905-1911)
  - I : La Rondache (1905, "Revue hebdomadaire"), Plon, 1906, 365 p.
  - II : La Thériaque (1910, "La Nouvelle revue"), Fontemoing, 1912, 304 p. (précédée de La morale dans le roman)
  - III : Les Amants de Pise (1911, "Le Figaro"), Flammarion, 1913[50]
- « Les Deux Notre-Dame », L'Illustration,‎ décembre 1913, p. 12-17 (lire en ligne).
- La Grande Guerre de 1914 : la prophétie de l'Antéchrist de frère Johannès remise en lumière par Péladan. Boulet & Piédefer, Paris s.d. (1914)